# Kirche Niederschmalkalden

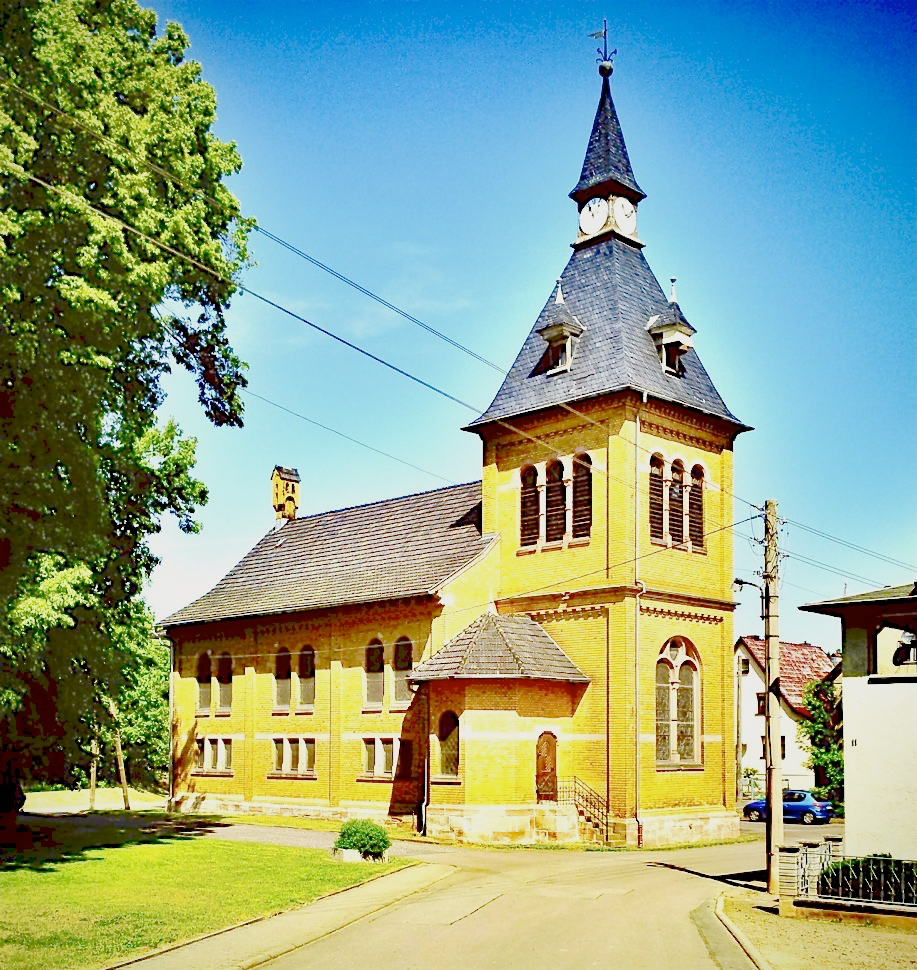
Kirche Niederschmalkalden

Die evangelisch-lutherische, denkmalgeschützte Kirche Niederschmalkalden steht in Niederschmalkalden, einem Ortsteil der Stadt Schmalkalden im Landkreis Schmalkalden-Meiningen von Thüringen. Die Kirchengemeinde Niederschmalkalden gehört zum Pfarrbereich Schwallungen im Kirchenkreis Salzungen-Dermbach der Evangelischen Kirche in Mitteldeutschland.

## Beschreibung
1619 wurde die erste Kirche erbaut, ein Kirchturm erst Mitte der 1720er hinzugefügt. Sie stand etwas näher an der Schmalkalde. Die 1730 beschaffte erste Glocke wurde erst 1843 aufgehängt. Im Jahr 1871 trat die Schmalkalde über ihr Ufer; die Kirche erlitt dadurch so hohe Sachschäden, dass sie abgerissen werden musste. 
Die heutige kleine Saalkirche wurde auf Anweisung des Herzogs von Sachsen-Meiningen an einer anderen, sicheren Stelle aus gelben Klinkern 1899/1901 im neuromanischen Baustil errichtet. Sie hat einen eingezogenen Chorturm, der ein doppeltes schiefergedecktes Pyramidendach trägt. Den Palas der Wartburg hat die Kirche zum Vorbild. Sie ist im Baustil und in der Kirchenausstattung ganz aus einem Guss. 
Der Innenraum hat ein flaches Gewölbe. Der Triumphbogen und der Chor sind mit szenischen Darstellungen aus dem Neuen Testament ausgemalt. Die farbigen Chorfenster, welche die Auferstehung Jesu Christi zeigen, stammen aus dem Vorgängerbau. Die Orgel mit 17 Registern, verteilt auf 2 Manuale und Pedal, wurde 1900 von Gottfried Hildebrand gebaut.